# موسبورگ
شهر موسبورگ (به آلمانی: Moosburg) در ایالت بایرن در کشور آلمان واقع شده‌است.

## نگارخانه

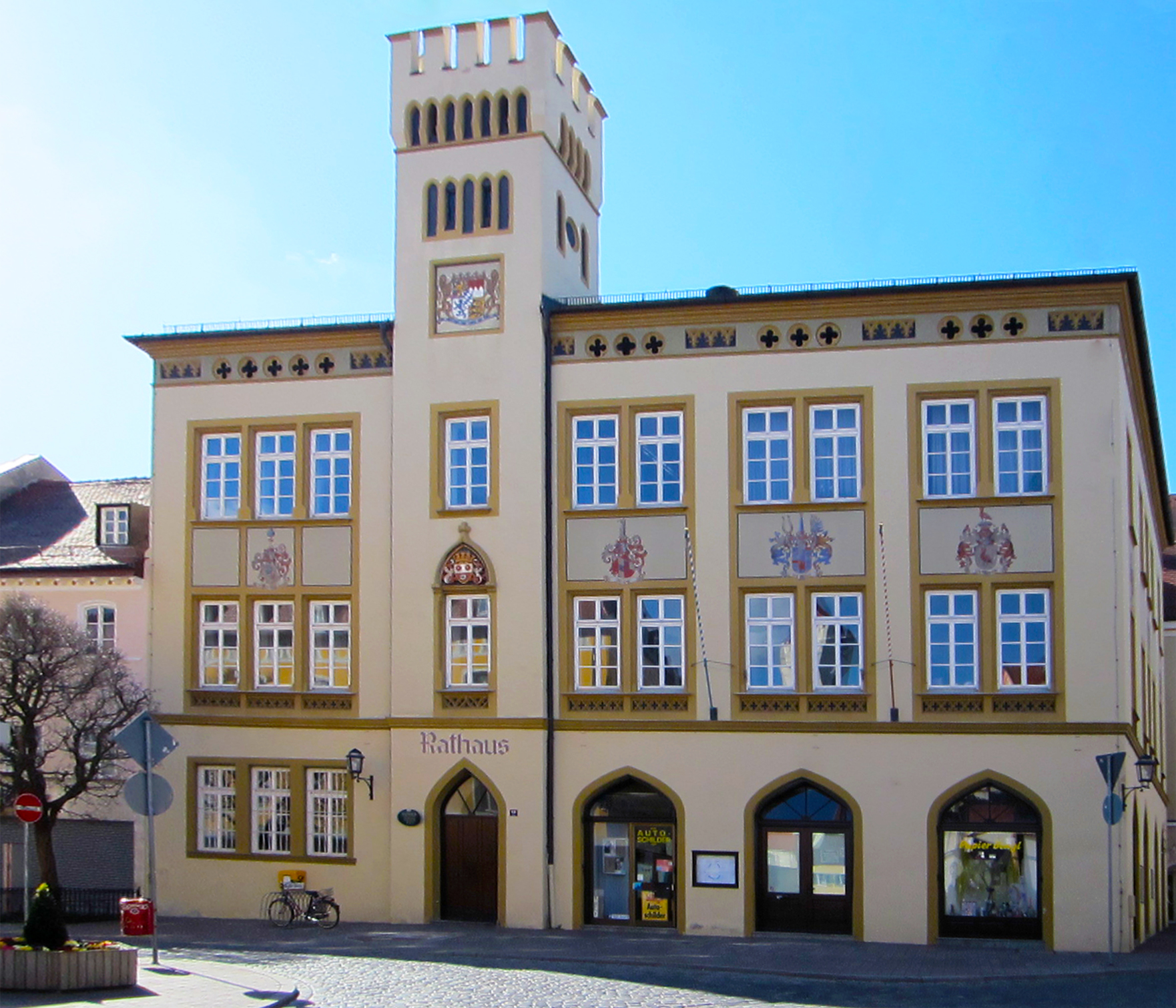